# Дубки (Приморский край)
Дубки́ — село в Михайловском районе Приморского края, входит в состав Григорьевского сельского поселения.

## География
Село Дубки Михайловского района располагается на правом берегу реки Михайловки (правый приток Раковки).
Дорога к селу Дубки отходит на запад от автотрассы Михайловка — Хороль перед селом Абрамовка.
Расстояние до районного центра Михайловка около 21 км, до села Абрамовка около 6 км.

## История
По переписи 1926 года село состояло из 180 хозяйств, численность населения — 977 чел., преобладающая национальность — украинцы (в 152 хозяйствах). Находилось в составе Михайловского района Владивостокского округа Дальневосточного края.

## Население
| 1900 | 1912 | 1915 | 1926 | 2002 | 2010 |
| ---- | ---- | ---- | ---- | ---- | ---- |
| 456  | ↗769 | ↗926 | ↗977 | ↘216 | ↘132 |

## Улицы
| - ул. 40 лет Победы, - ул. Октябрьская, | - ул. Советская, - ул. Увальная. |

## Экономика
Сельскохозяйственные предприятия Михайловского района.